# Снежен снаряд
„Снежен снаряд“ (на корейски: 설국열차) е филм от 2013 г. на режисьора Пон Джун Хо. Базиран е на едноименния френски графичен роман на Жак Лоб, Бенджамин Льогран и Жан-Марк Рошет.
Действието се развива във влака „Снежен снаряд“, който се движи по железопътна линия, обхващаща целия свят. Той превозва последните оцелели хора след неуспешен опит за геоинженерство с цел да се спре глобалното затопляне. Крис Евънс играе ролята на Къртис Евърет – член на група пътници от нисшата класа от опашката на влака, които се вдигат на бунт срещу елита в предната му част.
С бюджет от 40 милиона щатски долара е най-скъпата корейска продукция.

## Заснемане
Снимките започват на 3 април 2012 г. в Прага, Чехия. Те приключват на 14 юли същата година след 72-дневен период.